# José Collado
José Antonio Collado Herrera (24 de marzo de 1990 en Vecindario, Gran Canaria, España), más conocido como José Collado,  es un futbolista español actualmente sin equipo.

## Trayectoria deportiva
Comenzó su carrera futbolística en las categorías inferiores de la Unión Deportiva Vecindario, donde estuvo hasta cadete de primer año y donde destacó desde pequeño por la cantidad de sus goles. A partir de ahí, fue contratado por la Unión Deportiva Las Palmas hasta juvenil de segundo año.
Con 18 años, fue fichado por el juvenil División de Honor del Villarreal Club de Fútbol. En el club castellonense estuvo una temporada, en la cual se proclamaron campeones y donde marcó 31 goles (casi la mitad de los marcados por el equipo en esa temporada). En la temporada 2009-2010, fue cedido a la Gimnástica de Torrelavega, debutando en Segunda División B y marcando 14 goles. 
En 2010, fue fichado por 4 temporadas por el Sporting Clube de Braga. Sin embargo no llega a jugar en el club portugués, siendo cedido al Club Atlético de Madrid "B" primero y luego, en enero de 2012, al Club Deportivo Guadalajara.
Al terminar la cesión en Guadalajara abandona el club portugués, llegando libre al Rayo Vallecano, para jugar en su filial. Tras una temporada, ficha por el SD Noja, club del que se marcha pocos meses después, para acabar la temporada en la UD Vecindario en Tercera División.
En agosto de 2014 se incorpora al filial de la UD Las Palmas. Sin embargo se pasa la temporada en blanco por una grave lesión. Tras recuperarse se incorpora al CE Hospitalet.

### Clubes
| Club                                | País     | Año       |
| ----------------------------------- | -------- | --------- |
| Villarreal Club de Fútbol (juvenil) | España   | 2008-2009 |
| Gimnástica de Torrelavega           | España   | 2009-2010 |
| Sporting Clube de Braga             | Portugal | 2010      |
| Club Atlético de Madrid B           | España   | 2010-2011 |
| Deportivo Guadalajara               | España   | 2012      |
| Rayo Vallecano "B"                  | España   | 2012-2013 |
| SD Noja                             | España   | 2013      |
| UD Vecindario                       | España   | 2013-2014 |
| Las Palmas Atlético                 | España   | 2014-2015 |
| Centre d'Esports L'Hospitalet       | España   | 2015      |
| Club Polideportivo Cacereño         | España   | 2016      |
| Unión Deportiva San Fernando        | España   | 2016-2017 |